# لويزا باك
لويزا باك (بالإنجليزية: Louisa Buck)‏ هي ناقدة فنية بريطانية، ولدت في القرن العشرين.